# Verflüssigungssatz

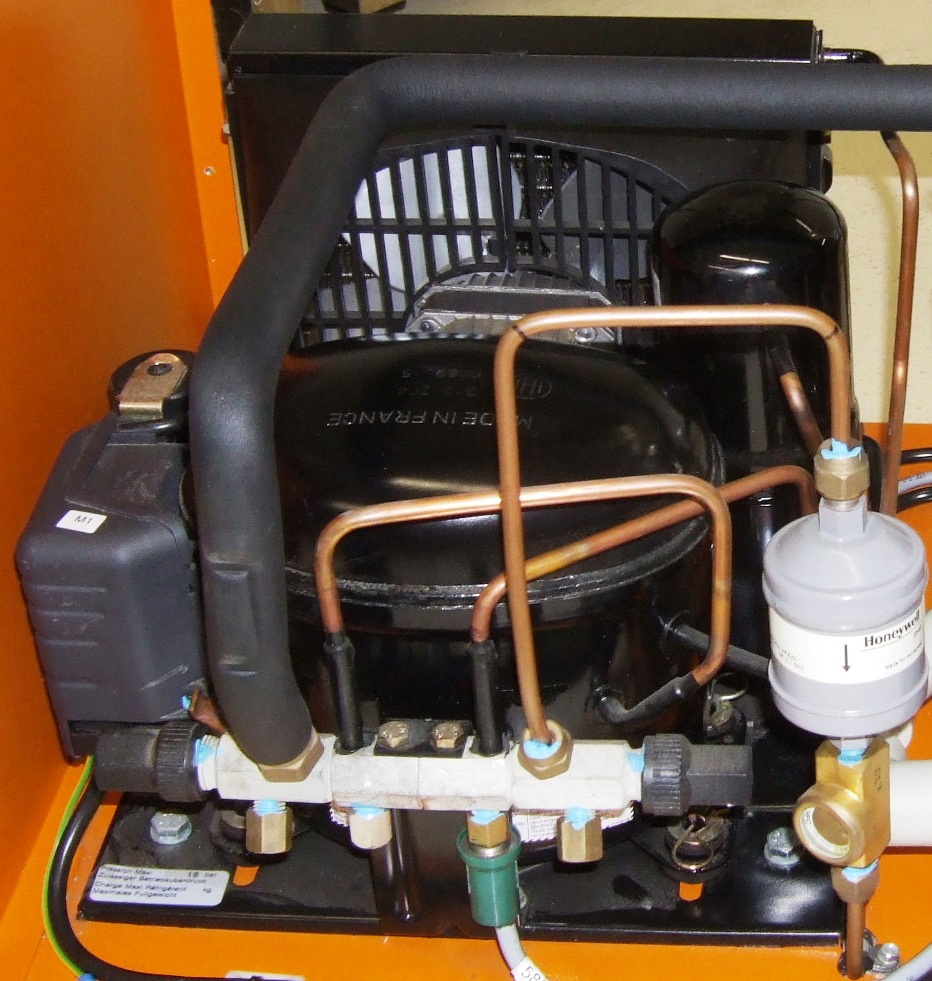
Beispiel eines Verflüssigungssatzes kleiner Leistung, eingebaut in einem tragbaren Flüssigkeitskühler

Als Verflüssigungssatz wird in der Kälte- und Klimatechnologie eine Komponente einer Kältemaschine bezeichnet. Ein Verflüssigungssatz besteht üblicherweise aus:
- Kompressor(en)
- Verflüssiger (Kondensator)
- Kältemitteltank (Sammler)
- Anlauf- und Schutzbeschaltung für den Kompressor
- Lüfter (Ventilator) für Kondensator
- Filtertrockner

und ggf. aus weiteren Komponenten.
Alle Komponenten sind auf einem gemeinsamen Rahmen montiert und passend zur Kompressorgröße gewählt. Dies erleichtert die Auslegung wie auch die Installation der Kältemaschine, da die meisten Komponenten nicht separat bestellt werden müssen. Andererseits kann oft der gleiche Verflüssigungssatz für mehrere Zwecke verwendet werden, z. B. Raumklimatisierung/Kühlen von Flüssigkeit.